# お見舞い
お見舞い（おみまい）とは、本来誰かを訪問することを示す日本語であった。また、日本の古語では巡回すること、すなわち見回るという意味でも使用されている。現在の日本では一般的に災難や事故などによる怪我を負った人や病人のもとを訪れ慰める行為をさす言葉として使用されている。また、「お見舞いを頂く」のように渡される手紙（見舞い状）や物品（見舞い品）もさすことがある。

## 日本全般

### 行為を表すお見舞い
災害や病気にあった人のもとを訪れ、あるいは金品などを送る行為を指し、災難の名前を前に付け風見舞い、火事見舞い、水見舞い、里見舞いなどと呼ぶ。
単に「見舞い」といった場合には、怪我や病気などで病院に入院している人のところに訪問し慰める行為をいう。

### 病院へのお見舞い
怪我や病気などで病院に入院している人のところへお見舞いに行く場合、お見舞い品を持っていくことが多い。お見舞い品についてはさまざまな配慮が必要である。
- 病気の種類などによって、制限されるものに注意する。果物・菓子などの食品は禁止されることもある。
- 生花は持ち込み禁止の病院・病棟がある。
- 鉢植えは「寝付く」に結びつくため、タブーとされる。
- シクラメン・菊・椿・アジサイ、ユリなどは不吉な連想を呼ぶため不適切とされる。

お見舞い金を持参する場合の熨斗袋、お見舞い品を持参する場合の熨斗紙は、原則紅白結び切りの水引に、熨斗なし。熨斗袋は白に「御見舞」の表書きだけの封筒でも可。

### 選挙など
選挙期間中の候補者や、大きなイベントの準備中のスタッフのもとを訪れて、応援したり励ましたりする事もまたお見舞いという。これを特に陣中見舞いと称する。また、一般のお見舞いの用法と同様にその際に渡されるお見舞い品のことも陣中見舞いと称されるが、しばしば公職選挙法の改正に伴い提供可能なものが変更されるので注意が必要である。以前には食べ物や飲み物、景気づけの酒などを持参することが多かったが、現在では選挙運動に関する飲食物の提供は湯茶(お茶、紅茶、コーヒー、ウーロン茶等でお酒、ジュースは禁止）と通常用いられる程度の菓子（せんべい、まんじゅう、みかん、りんご等）を除いて禁止されている。

### 挨拶としての見舞い
お見舞いの際に渡される物品や手紙の他に、日本には、夏や冬に葉書を送りあう風習があり、その挨拶も見舞いという。
- 暑中見舞い
- 残暑見舞い
- 折見舞い
- 寒中見舞い

などがある。

### 言葉としてのお見舞い
本来は相手を慰撫するための行為であるが、逆の意味で使われることがある。「パンチを一発お見舞いしてやれ」など。かわいがり等と同様の例。